# 溫朱莞
溫朱莞（韓語：온주완，1983年12月11日—），本名宋正植（송정식），韓國男演員。

## 個人生活
溫朱莞與曹寶兒因拍攝戲劇《剩餘公主》而結緣，2015年2月開始發展成為戀人關係；2017年1月20日，新聞媒體報導兩人已於近期分手。
2025年7月4日，經紀公司證實溫朱莞與女子音樂團體Girl's Day主唱珉雅即將於11月步入禮堂。據悉，兩人在2016年因電視劇《美女孔心》結識，2021年在音樂劇《那些日子》再度合作，因此從友好的同事關係昇華為戀人，雙方認真交往後決定攜手共度餘生。

## 影視作品

### 電視劇
- 2002年：SBS《野人時代》飾演 日本學生
- 2005年：SBS《那年夏天的颱風》飾演 韓志勳
- 2007年：MBC《別巡檢1（朝鲜语：별순검 시즌1）》飾演 金康宇
- 2011年：SBS《我的愛在我身邊》飾演 高錫彬
- 2012年：tvN《一年十二個男人》飾演 車鎮武
- 2012年：MBN《樹木葬》飾演 正勳
- 2013年：KBS《劍與花》飾演 寶藏王
- 2014年：KBS《Drama Special—違法停車》飾演 盧政道
- 2014年：tvN《剩餘公主》飾演 李賢明
- 2014年：SBS《Punch》飾演 李皓誠
- 2015年：SBS《愛你的時間》飾演 河娜的理想型（特別出演）
- 2015年：SBS《村莊：阿雉阿拉的秘密》飾演 徐基賢
- 2016年：SBS《美女孔心》飾演 石俊秀
- 2017年：MBC《擺飯桌的男人》飾演 鄭太陽
- 2019年：OCN《所有人的謊言》飾演 陳英民
- 2021年：SBS《Penthouse 2》飾演 白俊基
- 2021年：SBS《Penthouse 3》飾演 白俊基／朱丹泰
- 2023年：ENA《白晝之月》飾演 韓敏午

### 電影
- 2004年：《芭蕾培訓班》
- 2005年：《颱風太陽》
- 2006年：《假如你是我2》
- 2006年：《彼得潘公式》
- 2006年：《生死決斷》
- 2006年：《暴力城市》
- 2007年：《解剖學教室（朝鲜语：해부학 교실）》飾演 仲碩
- 2008年：《武林女大學生（朝鲜语：무림여대생）》飾演 日英
- 2012年：《慾望交易》飾演 尹哲
- 2012年：《樹木葬（朝鲜语：수목장 (영화)）》飾演 鄭勳
- 2013年：《The Five（朝鲜语：더 파이브 (영화)）》飾演 載旭
- 2014年：《人間中毒》飾演 慶宇鎮
- 2016年：《不要忘記我（朝鲜语：나를 잊지 말아요）》飾演 金東健（特別出演）
- 2016年：《時間脫離者》飾演 朴秉斗
- 2017年：《路（朝鲜语：길 (2017년 영화)）》飾演 年輕騎士
- 2020年：《政客誠實中》飾演 金俊英
- 2022年：《正直的候选人2》飾演 金俊英
- 待定：《Two Heart》

### MV
- 2005年：朴孝信〈消逝的日子〉（與高準熹）
- 2007年：李笛〈幸好〉（與鄭愛妍）

### 音樂劇
- 2017年：《尹東柱，射月》飾演 尹東柱
- 2019年：《那些日子》 飾演 姜武英
- 2022年：《沙漏》 飾演 泰秀

## 綜藝節目
- 2015年8月21日—11月6日：MBC《改變世界的問答（朝鲜语：세상을 바꾸는 퀴즈）》（主持；與徐睿知）
- 2015年10月17日—2016年1月23日：SBS《握拳少林寺》

## 獲獎列表
- 2006年：第27屆德班國際影展—最佳男演員獎
- 2007年：第30屆黃金攝影獎—男新人獎《彼得潘公式》
- 2016年：SBS演技大賞—浪漫類電視劇 男子特別演技獎《美女孔心》

## 外部連結
- NAVER （页面存档备份，存于）
- 溫朱莞的Instagram帳戶